# Patrick Steptoe
Pour les articles homonymes, voir Steptoe (homonymie).
Christopher Patrick Steptoe (né le 9 juin 1913 à Oxford (Angleterre) et décédé le 21 mars 1988 à Cantorbéry) est un obstétricien et un gynécologue britannique, pionnier du traitement de l'infertilité. Avec le biologiste et physiologiste Robert Edwards - qui reçoit en 2010 le prix Nobel de physiologie ou médecine, il met au point la fécondation in vitro. La naissance du premier bébé-éprouvette, Louise Brown, a eu lieu le 25 juillet 1978.

## Études
Steptoe fait ses études au King's College de Londres et obtient son doctorat à la St George's Hospital Medical School de Londres en 1939. 

## Pionnier de la laparoscopie
Après la Seconde Guerre mondiale, il étudie l'obstétrique, et en 1951 commence à travailler à l'hôpital général de Oldham. Sous la direction du docteur Raoul Palmer, il apprend la technique de la cœlioscopie et défend son utilité. En 1967, il publie un livre sur la cœlioscopie en gynécologie. Par la suite, Robert Edwards, physiologiste de l'université de Cambridge, est entré en contact avec lui et a suscité son intérêt pour une collaboration dans la mise au point de la fécondation in vitro. 

## Travail avec Edwards
Steptoe est devenu directeur du Centre pour la reproduction humaine de Oldham en 1969. Utilisant la cœlioscopie, il a recueilli les ovules de femmes stériles volontaires qui y voyaient leur dernier espoir de devenir enfin enceintes[réf. nécessaire]. Edwards et Jean Purdy, son assistante, s'occupaient des expertises en laboratoire. Pendant quelque temps ils ont dû supporter les critiques et l'hostilité envers leur travail[réf. nécessaire]. Enfin, en 1978, la naissance de Louise Brown a complètement changé la situation. Ils rencontraient toujours des critiques, mais d'autres cliniques se sont décidées à suivre son exemple avec l'accord des patients. Pour répondre à l'augmentation du nombre des patients, il a fondé en 1980 avec Edwards la Bourn Hall Clinic afin de former des spécialistes, dans le Cambridgeshire, et en a été le directeur médical jusqu'à sa mort. C'est Peter Brinsden (en) qui lui a succédé.